# Andrés Lima Fernández de Toro
Andrés Lima Fernández de Toro (Madrid, 1961) és un actor i director de teatre espanyol, membre del grup Animalario. Va sortir a la sèrie Policías d'Antena 3. El 2008 va obtenir el Premi Max al millor director d'escena pel muntatge Marat-Sade.

## Treballs
Curtmetratges
- La viuda negra (1991), de Jesús R. Delgado.
- Oro en la pared (1992), de Jesús R. Delgado.
- Entre el amanecer y el día (1994), de Mónica Pérez Capilla.
- Verbena (1998), de Indalecio Corugedo.
- Onán (2002), d'Abraham López Feria i Pablo Tébar.
- Cóctel (2003), de Lucina Gil.

Llargmetratges
- Jardines colgantes (1993), de Pablo Llorca.
- Pelotazo nacional (1993), de Mariano Ozores.
- Supernova (1993), de Juan Miñón.
- La niña de tus sueños (1995), de Jesús R. Delgado.
- Puede ser divertido (1995), de Azucena Rodríguez.
- Dame algo (1997), de Héctor Carré.
- Un buen novio (1998), de Jesús R. Delgado.
- La primera noche de mi vida (1998), de Miguel Albaladejo.
- Flores de otro mundo (1999), de Icíar Bollaín.
- Celos (1999), de Vicente Aranda.
- La espalda de Dios (2001), de Pablo Llorca.
- Juana la Loca (2001), de Vicente Aranda.
- Peor imposible, ¿qué puede fallar? (2002), de David Blanco i José Semprún.
- El viaje de Carol (2002), de Imanol Uribe.
- Los lunes al sol (2002), de Fernando León.
- Días de fútbol (2003), de David Serrano.
- Horas de luz (2004), de Manolo Matji.
- Recursos humanos (2004), de José Javier Rodríguez Melcon.
- El asombroso mundo de Borjamari y Pocholo (2004), de Juan Cavestany i Enrique López Lavigne.
- Vida y color (2005), de Santiago Tabernero.
- Los fantasmas de Goya (2006), de Milos Forman.
- Días de cine (2007), de David Serrano.
- Lolita's Club (2007), de Vicente Aranda.

Teatre
- Mirandolina, versió d'Ernesto Caballero sobre La locandiera, de Carlo Goldoni
- La ratonera, d'Agatha Christie
- Los cuernos de Don Friolera, de Ramón María del Valle Inclán.
- La boda de los pequeños burgueses, de Bertolt Brecht
- La penúltima, de Harold Pinter
- Alejandro y Ana. Lo que España no pudo ver del banquete de la boda de la hija del Presidente (Premi Max 2003)
- Pornografía barata
- Últimas palabras de Copito de Nieve de Juan Mayorga
- El graduado